# Yangavis confucii
Yangavis confucii – вид викопних птахів родини Confuciusornithidae, що існував у ранній крейді (120 млн років тому)..

## Назва
Родова назва Yangavis дана на честь китайського палеонтолога Яна Чжунцзяня. Вид Y. confucii названий на честь китайського філософа Конфуція.

## Скам'янілості
Вид відомий з єдиного викопного зразка, що знайдений у відкладеннях формації Цзісянь у провінції Ляонін на сході Китаю. Описаний по майже повному скелету. Відсутні лише хвіст та права нога, а також немає відбитків пір'я.